# سولاوه
قرية سولاوه (بالكردية: سۆڵاوە)‏ هي إحدى قرى ناحية ميدان في قضاء خانقين ضمن الحدود الإدارية لمحافظة السليمانية لأنها ضمن مناطق إدارة كرميان في إقليم كردستان العراق.